# Amiota flavopruniosa
Amiota flavopruniosa är en tvåvingeart som beskrevs av Oswald Duda 1934. Amiota flavopruniosa ingår i släktet Amiota och familjen daggflugor. Inga underarter finns listade i Catalogue of Life.